# Universal (Indiana)
Pour les articles homonymes, voir Universal.
Universal est une municipalité située dans le comté de Vermillion, dans l’État de l'Indiana, aux États-Unis. Lors du recensement de 2020, elle comptait 283 habitants.